# Dorfbach (Furtbach, Otelfingen)
Der Dorfbach (im Oberlauf zuerst Bacherenbach, danach Hulligenbach genannt) ist ein 4,7 Kilometer langer rechter Zufluss des Furtbachs in den Gemeinden Boppelsen und Otelfingen im Kanton Zürich. Der Bach entwässert ein rund 6 Quadratkilometer grosses Gebiet am Südhang der Lägern und zählt damit zu den grössten Zuflüssen des Furtbachs.

## Geographie

### Verlauf

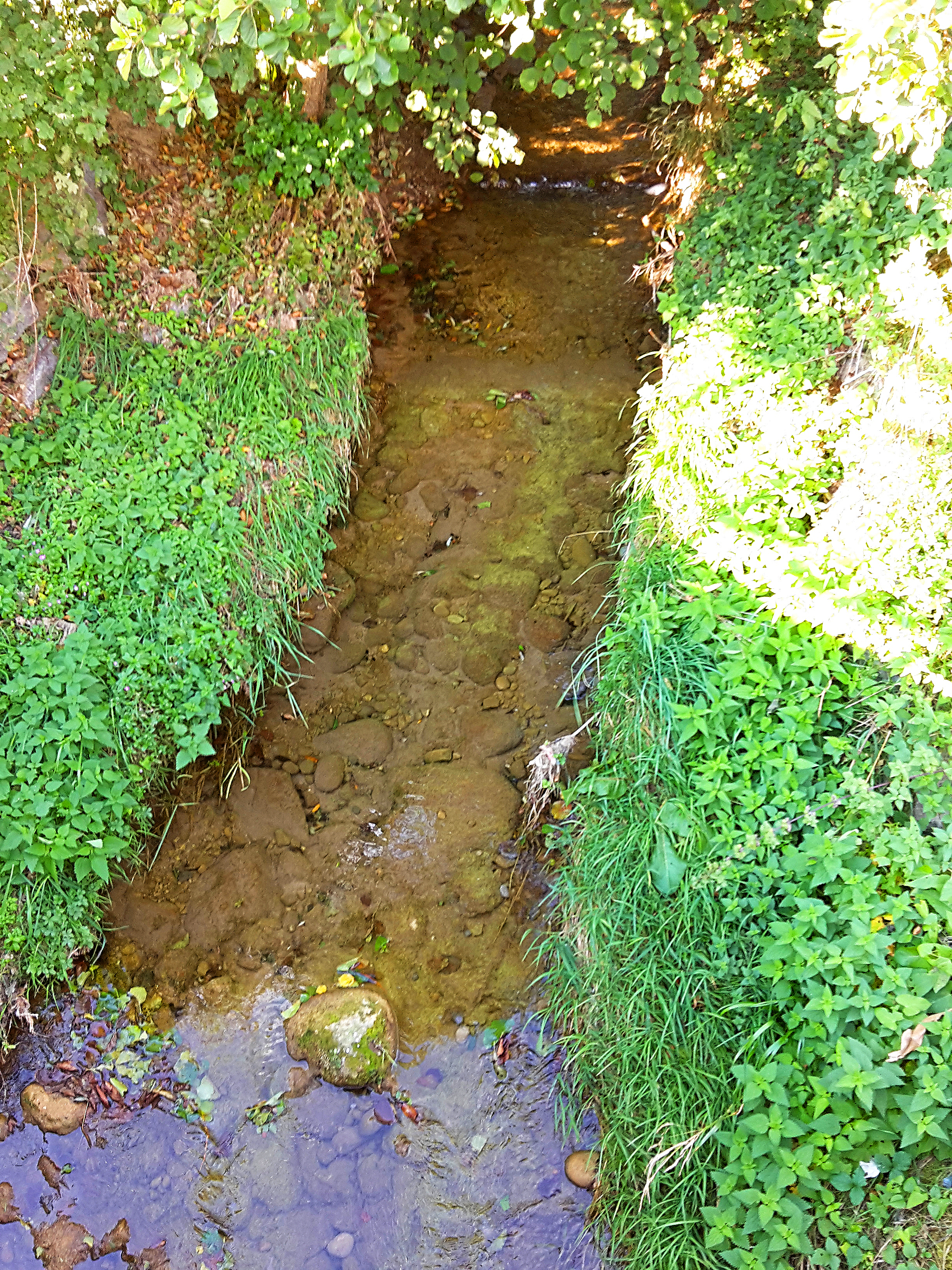
Dorfbach beim Bahnhof Otelfingen

Wer den Ursprung des Boppelser-, bzw. Otelfinger Dorfbaches benennen will, kann sich vorerst an die Flurnamen am Südosthang der Lägern halten: Bacheren heisst es da, Bachacher und Wasserloch, am Rand der Grimmrüti, dem grossen Rodungseinschnitt Richtung Regensberg, nordöstlich des Dorfkerns von Boppelsen. Zwei kleine, künstlich angelegte Weiher liegen nahe dem Ursprung des Bacheren-Baches im Wäldchen unterhalb der Flur Sandacher auf 415 m. ü. M. Ausserhalb des Wäldchens nimmt er aus der Falllinie des Lägernhangs das Langwiesenbächli auf und erreicht im Wasserloch den Nordostrand des Dorfkerns in einem kleinen, bewaldeten Tobel. Hier fliesst ihm aus der Grimmrüti der Hungerbach zu, und bevor der Bach beim ersten Haus in einen 140 Meter langen Tunnel unter das Dorf taucht, nimmt er vom ehemaligen Feuer- und heutigen Badeweiher her den Weiherbach auf. Dieser konnte zur Zeit der handbetriebenen Feuerlösch-Spritze über eine regulierbare Falle Löschwasser ins Dorf liefern. Der Weiherbach entspringt der Flur "im Loch" am Lägern-Südhang, wo "im Riseli" auch das Quellwasser gefasst und dem Reservoir "Hochwachtfuss" zugeführt wird.
Den Westteil des Dorfes durchfliesst der Bach offen, speist auch die Bewässerungsreserve-Weiher im anschliessenden Landwirtschaftsland und nimmt hier in der Flur "Hulligen" den Namen Hulligenbach an. Wo ihn aus der Falllinie das Luchernbächli erreicht, mündet fast gleichenorts von Nordwesten der Leisenbach ein, der in seinem Quellgebiet  noch Chellenbach heisst. Der Huligenbach biegt hier nach Süden um und f liesst durch besiedeltes Gebiet als verbauter Dorfbach durch Otelfingen dem Furtbach zu, in den er unmittelbar neben der ARA Otelfingen-Boppelsen-Dänikon-Hüttikon mündet.

### Einzugsgebiet
Das Einzugsgebiet des Dorfbachs misst 5,89 km². Das Amt für Abfall, Wasser, Energie und Luft, Abteilung Gewässerschutz rundet das Einzugsgebiet auf 6 km² auf, wovon 3,4 km² Wald, 2 km² landwirtschaftliche Fläche, 0,6 km² Siedlungsfläche und 0,01 km² unproduktive Fläche sind. Der höchste Punkt wird auf der Lägern mit etwa 862 m ü. M. erreicht, der tiefste Punkt liegt vor der Mündung auf 420 m ü. M., was einer Differenz von etwa 442 Metern entspricht. Im Westen liegt das Einzugsgebiet des Schwarzenbachs und im Osten das des Harberenbachs, welche beide ebenfalls in den Furtbach entwässern.

### Zuflüsse

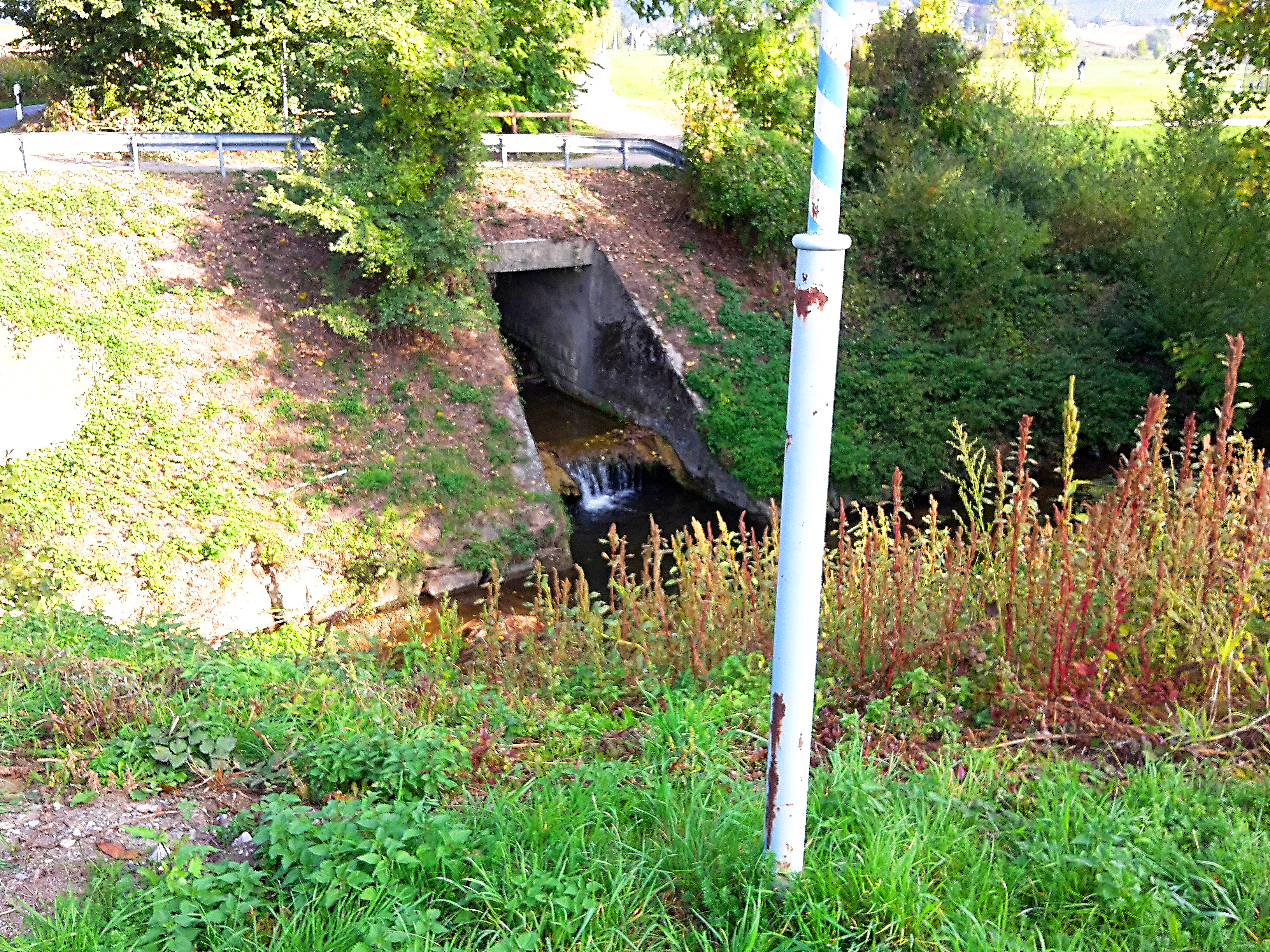
Mündung des Dorfbachs in den Furtbach mit Grenzmarkierung zwischen Hüttikon und Dänikon im Vordergrund

Direkte und indirekte Zuflüsse des Dorfbachs mit Länge und Mündungshöhe:
Dorfbach-Quelle (594 m ü. M.)
- rechter Seitenarm (rechts), 0,18 km (556 m ü. M.)
- Langwiesenbach (rechts), 0,51 km (534 m ü. M.)
- Hungerbach (links), 1,1 km (522 m ü. M.)
- Weierbach (rechts), 0,69 km (512 m ü. M.)
- Stockacherbach (rechts), 0,66 km (482 m ü. M.)
- Langwisgraben (rechts), 95 m (475 m ü. M.)
- Leisenbach (rechts), 1,3 km (465 m ü. M.)
  - Luchernbach (rechts), 1 km (470 m ü. M.)
    - Pfiffenrütibächli (links), 0,11 km (525 m ü. M.)
    - Badlochbächli (links), 0,24 km (505 m ü. M.)
      - linker Seitenarm (links), 0,11 km (519 m ü. M.)

Dorfbach-Mündung (415 m ü. M.)

## Geschichte
Mehrere archäologische Grabungen beweisen, dass entlang des Dorfbachs schon vor 3000 Jahren eine Siedlung bestand.